# Theria primaria
Theria primaria là một loài bướm đêm trong họ Geometridae.

## Hình ảnh

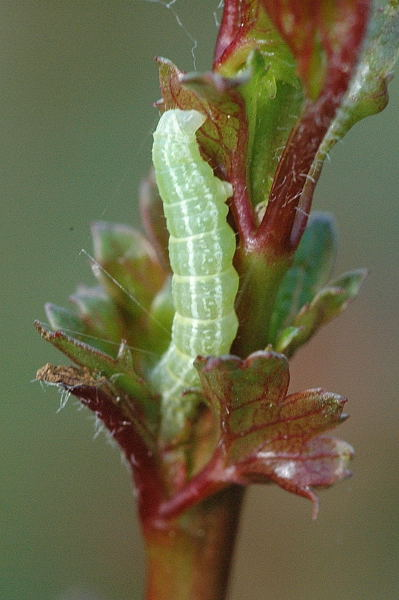
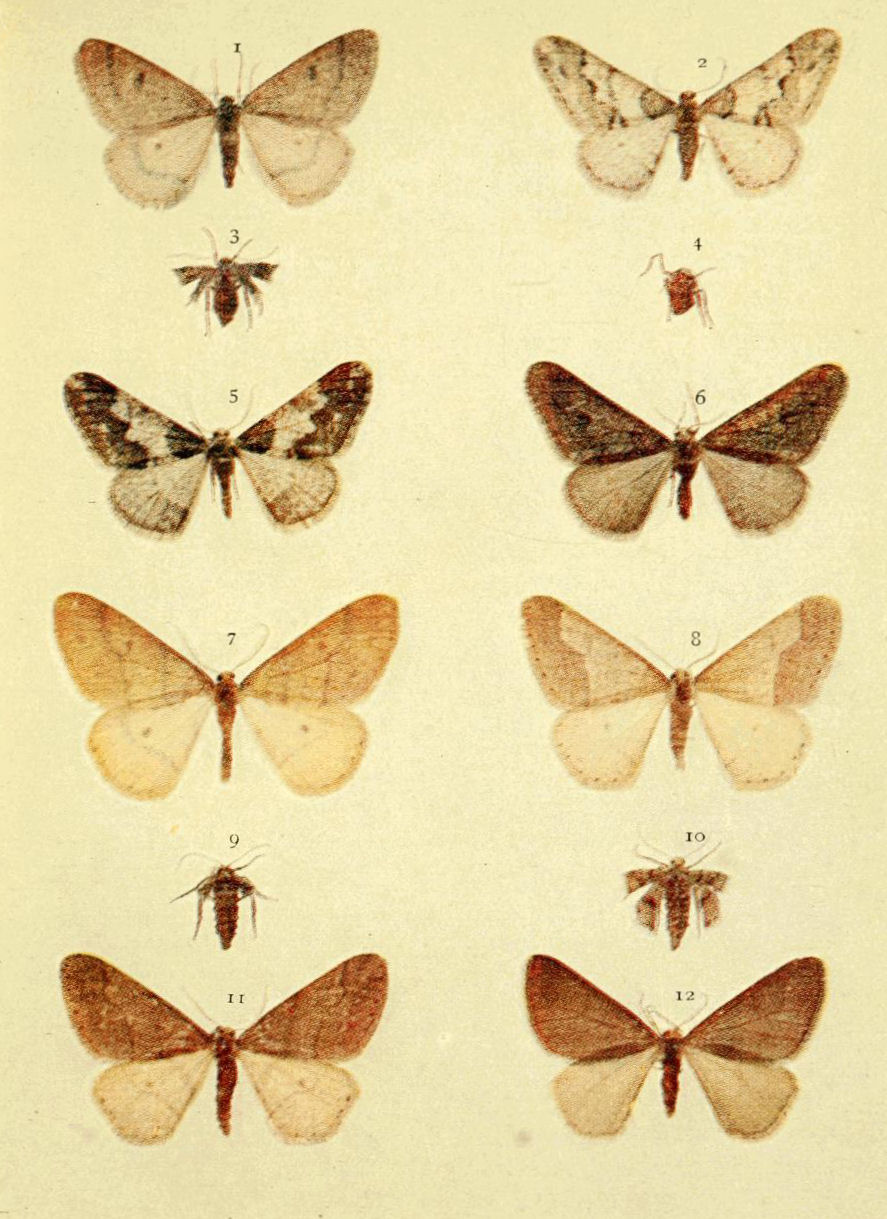